# Jianghuai-Mandarijn
Jianghuai-Mandarijn is een van de acht varianten van het Mandarijn en de verzamelnaam van verschillende dialecten. Het wordt vooral gesproken in de provincies Jiangsu, Anhui, Zhejiang, Hubei en Jiangxi. Tongtaihua kent zes tot zeven toonhoogtes en de andere Jianghuai-Mandarijnse subtalen vijf toonhoogtes.
- Sino-Tibetaanse talen
  - Chinese talen
    - Mandarijn
      - Jianghuai-Mandarijn

## Subtalen en dialecten in het Jianghuai-Mandarijn
- Hongchaohua 洪巢片
  - Yangzhouhua
  - Nanjinghua
  - Huaidonghua
  - Huaixihua
- Tongtaihua 通泰片
- Huangxiaohua 黄孝片